# Балтийско море
Балтийско море (на старобългарски: море Варяжское, на шведски: Östersjön; на фински: Itämeri; на руски: Балтийское море; на полски: Morze Bałtyckie; на немски: Ostsee; на естонски: Läänemeri; на латвийски: Baltijas jūra; на литовски: Baltijos jūra) е вътрешно море в Североизточна Европа. То граничи със Скандинавския полуостров, Източна и Централна Европа и датските острови. Свързано е с Категат и Северно море чрез протоците Йоресун, Стуребелт и Лилебелт, както и с Бяло море и Северно море посредством съответно Беломорско-Балтийския и Килския канал.
Площта на Балтийско море е 415 хил. km², средната му дълбочина е 52 m, а максималната е 459 m. Най-големите заливи в Балтийско море са Ботнически, Фински и Рижки. Големи пристанища са Талин, Рига, Клайпеда, Калининград, Гданск, Стокхолм, Хелзинки. По-големите курорти по крайбрежието на морето на Сестрорецк, Зеленогорск, Светлогорск, Пионерски и Зеленоградск в Русия, Юрмала и Саулкрасти в Латвия, Паланга и Неринга в Литва, Сопот, Хел и Кошалин в Полша, Албек, Бинц, Хайлигендам и Тимендорф в Германия, Пярну и Нарва-Йъсуу в Естония. Най-големите реки, вливащи се в Балтийско море са Нева, Нарва,
Западна Двина (Даугава), Неман, Преголя, Висла, Одер и Вента. Най-големите острови са Готланд, Йоланд, Борнхолм, Волин, Рюген, Аландия и Сааремаа.
Балтийско море е тясно свързано с руската история. Древните славяни са го наричали Варяжко море. В устието на Нева се намира северната столица на Русия, Санкт Петербург.

## Геоложка история
Участъкът от континенталната кора, на която лежи съвременното Балтийско море, е част от Руската тектонична плоча. Като единен масив той се образува преди около 1,8 милиарда години и оттогава е относително стабилен. Голяма част от територията, съответстваща на съвременното море, през по-голямата част от времето се е намирала над морското равнище, макар че южната и източната част дълго време са били покрити от плитководни шелфови морета, за което свидетелства дебелият слой седименти в тези области. Балтийският кратон се образува в южното полукълбо, дрейфува на запад, през едиакария се намира в района на Южния полярен кръг, а после дрейфува на север, пресича екватора преди около 375 млн. г., а около палеогеновия период (преди 30 милиона години) вече се доближава до съвременното си положение. В различно време, той е съставна част на различни древни континенти (Нуна, Нена, Родиния, Протолавразия, Панотия, Лаврусия, Пангея, Лавразия и Евразия), а за известно време и отделен континент – Балтика.
Преди около 40 милиона години, когато контурите на Северна, Централна и Източна Европа вече приблизително са оформени като съвременните, на бъдещето място на Балтийско море възниква долината на река Еридан, която тече в югозападна посока, паралелно на Скандинавските планини – тоест почти по същия начин, по който по-късно ще се разположи Балтийско море: изворът ѝ е в Лапландия, а чрез силно разклонена делта се влива на мястото на съвременна Холандия в древното Северно море. В областта на днешния Фински залив, реката има голям приток. С настъпването на кватернерното заледяване, около преди 700 хил. години, Еридан престава да съществува, тъй като нейната долина, както и останалата част от Северна Европа, изчезва под ледената покривка.
Тежестта на леда предизвиква съществени деформации на земната кора, част от която се оказва под морското равнище. C края на последния ледников период, тези територии се освобождават от леда, и образуваното пропадане на земната кора се запълва с вода. Днешното море преминава през следните етапи в образуването си:
- Балтийско ледниково езеро – образува се на мястото на съвременна южна Балтика преди около 14 хил. години, след оттеглянето на ледниците.
- Йолдиско море – образува се преди около 10 300 години, след като морските води нахлуват в Балтийското ледниково езеро през пролив в район на днешна централна Швеция.
- Анцилово езеро – съществува в периода преди около 9—7,5 хил. години, когато Йолдиско море губи връзката си с океана в резултат на издигане на сушата.
- Литориново море – образува се в резултат на издигането на нивото на световния океан и появата (преди 7,5 хил. години на Датските проливи, които отново съединяват Анциловото езеро с океана).
- Самото Балтийско море – когато бреговата линия, режима на соленост и други параметри на Литориново море се доближават до съвременните – процесът започва преди около 4 хил. години. Приблизително по това време възниква и река Нева.

## Етимология на името
Имената на Балтийско море се делят на 2 групи: названия, основани на географското положение на морето спрямо съответната страна (с едно изключение); и названия „Балтийско“. В „Начална руска летопис“ e наречено Варяжко море.
- на английски: Baltic Sea (Балтийско море)
- на латински: Oceanus Sarmaticus (Сарматски океан) – по данни от „География“ на Птолемей (кн.3, гл.5, 1): на гръцки: Σαρματικων.
- на датски: Østersøen (Източно море)
- на немски: Ostsee (Източно море)
- на латвийски: Baltijas jūra (Балтийско море)
- на литовски: Baltijos jūra (Балтийско море)
- на полски: Morze Bałtyckie (Балтийско море)
- на фински: Itämeri (Източно море) – изключение; името е заемка от шведското название (всъщност Балтийско море се намира на запад и юг от Финландия)
- на шведски: Östersjön (Източно море)
- на естонски: Läänemeri (Западно море)
- на древноскандинавски: Eystrasalt или austan haf (Източно море)[1]

## История
По време на Римската империя, Балтийско море е известно като Mare Suebicum или Mare Sarmaticum. Тацит в своите творби Agricola и Germania описва Mare Suebicum. Наречено е на племето свеби, което обитава района на морето, чиито води са слабо солени и образува ледени блокове при замръзването си през зимата. По-късно свебите мигрират на юг и оставят името си в друг район на съвременна Германия, наречен Швабия. В произведението „Гетика“, Йорданес го нарича Германско море. Първата употреба на името Балтийско море (на латински: mare Balticum) се среща при Адам от Бремен в трактата му Gesta Hammaburgensis ecclesiae pontificum – „Деяния на архиепископите на Хамбургската църква“.
През Ранното Средновековие, викингите от Скандинавия изграждат своя търговска империя около Балтийско море. По-късно, те водят войни за контрола над морето с вендските племена, живеещи на южния бряг. Викингите използват и реките на Русия за търговски пътища, като достигат дори до Черно море и южната част на Русия. Доминираният от тях период е известен още като Епохата на викингите. Освен риба, морето предоставя и кехлибар от южните си брегове (днес Полша, Русия и Литва). Първите сведения за залежи на кехлибар там датират от 12 век. Крайбрежните сради традиционно изнасят дървесина, катран, културен лен и кожи чрез кораби по Балтийско море. Швеция от средновековието изнася желязо и сребро, докато Полша все ище има големи мини за сол.
Земите на източния бряг на Балтийско море са сред последните в Европа, които са християнизирани. Това накрая се случва по време на Северните кръстоносни походи: Финландия през 12 век от шведите и териториите на днешните Естония и Латвия в началото на 13 век от датчани и немци (Ливонските братя по меч). Тевтонският орден поема контрол на части от южното и източното крайбрежие на Балтийско море, където основават своя собствена държава.
В периода между 8 и 14 век има голям брой пирати в Балтийско море до бреговете на Померания и Прусия
В края на XIV век „Виталните братя“ оперират от остров Готланд и нападат кораби, пътуващи между Дания и Швеция, плячкосват Малмьо и Берген и спътват морската търговия в Балтийско море.
От 11 век южните и източните брегове на Прибалтика са заселени от мигранти основно от Германия, движение, наречено Остсидлунг („източно заселване“). Идват и други заселници от Холандия, Дания и Шотландия. Полабските славяни постепенно са асимилирани от германците. Дания постепенно поема контрол над по-голямата част от балтийското крайбрежие, докато не губи по-голямата част от притежанията си след битката при Борнхьовед от 1227 г.
От 13 до 16 век най-силната икономическа власт в Северна Европа е Ханзата, федерация от търговски градове около Балтийско и Северно море. През 16 и началото на 17 век Жечпосполита, Дания и Швеция водят войни за Dominium maris baltici – „Господство над Балтийско море“. Накрая, войната е спечелена от Шведската империя. В Швеция морето се наричат по това време Mare Nostrum Balticum – „Наше Балтийско море“. Целта на шведските военни начинания през 17 век е да се направи Балтийско море изцяло шведско. Въпреки това, търговията в морето е доминирана от Нидерландската република през 17 век.
През 18 век Руската империя и Пруското кралство стават водещите сили над морето. Загубата на Швеция във Великата северна война довеждат Русия до източното крайбрежие. Русия става и остава доминираща сила на Балтийско море. Петър Велики съзрява стратегическото значение на морето и решава да основе новата столица, Санкт Петербург, при устието на река Нева близо до Финския залив.
По време на Кримската война, съвместен британско-френски флот напада руските крепости в Балтийско море. Бомбардират Свеаборг, която пази Хелзинки, и Кронщат, която пази Санкт Петербург. Унищожават Сунд на Оландските острови. След обединяването на Германия през 1871 г., целият южен бряг става германско притежание. Първата световна война се води отчасти в Балтийско море. След 1920 г. Полша е отново свързана с Балтийско море чрез Полския коридор и пристанището на Гдиня в съперничество с Свободния град Данциг.
През Втората световна война Германия си връща цялото южно крайбрежие и окупира източното, като напада Полша и Балтийските републики. През 1945 г. Балтийско море става масов гроб за отстъпващи войници и бежанци на борда на торпедирани морски превозвачи (Операция Ханибал). Потапянето на кораба „Вилхелм Густлоф“ остава най-смъртоносната морска катастрофа в историята, в която загиват около 9000 души, след като бива торпедиран от съветска подводница. През 2005 г. екип от руски учени открива над 5000 разбити самолети, потопени кораби и други обекти, основно от Втората световна война, на дъното на морето.
След края на Втората световна война, различни държави, сред които СССР, Великобритания и САЩ изхвърлят някои от химическите си оръжия в Балтийско море, създавайки грижи за замърсяване. През Студената война Балтийско море разделя два противоположни военни блока: НАТО и Варшваския договор. Този граничен статут на морето ограничава търговията и пътуванията по него. Това свършва едва след края на комунизма в Централна и Източна Европа към края на 1980-те години.
След май 2004 г. Балтийско море е обградено почти изцяло от страни на Европейския съюз. Единственият район на Балтийско море, който не е част от ЕС, е Калининградска област на Русия.

## Страни с излаз на Балтийско море
- Русия
- Естония
- Латвия
- Литва
- Полша
- Германия
- Дания
- Швеция
- Финландия

## По-големи острови
- Готланд
- Рюген
- Сааремаа
- Шеланд
- Йоланд

## Хидрология
Циркулацията на повърхностните води е насочена в посока обратна на часовниковата стрелка. Макар и рядко силните ветрове могат да променят тази посока. Приливите в Балтийско море са дневни или полудневни, но тяхната височина не надхвърля 20 сантиметра. По-голямо значение за нивото на водата тук имат ветровете. Благодарение на тях нивото на морето може да се покачи с 50 сантиметра, а в затворените заливи и до 2 метра. В някои части на Финския залив при по-особена метеорологична обстановка нивото на водите може да се покачи и до 5 метра.
В сравнение с други морета вълнението в Балтийско море е незначително. В централните части на морето вълните могат да достигнат до височина от 3,5 метра, рядко 4. В заливите височината на вълните не надхвърля 3 метра. Слабата соленост на морето способства за бързата промяна в състоянието му. Плаването на съдове в зимни условия може да доведе до обледеняването им.
Прозрачността на водата намалява от центъра на морето към бреговете. Най-прозрачна тя е в централните части и в Ботническия залив. В тези места тя е синьо-зелена, а в крайбрежните води става жълто-зелена, дори с кафеникав оттенък. Най-ниска прозрачност се наблюдава през лятото, когато започва да цъфти планктона.

### Температурен режим
Температурата на повърхностните слоеве на водата през лятото във Финския залив е 15 – 17 °C, в Ботническия залив – 9 – 13 °C, в централната част на морето – 14 – 17 °C. С увеличение на дълбочината, температурата бавно се понижава до термоклина (на 20 – 40 метра), където рязко спада до 0,2 – 0,5 °C и после расте, достигайки при дъното 4 – 5 °C.
Морският лед започва да се появява още през октомври и ноември, първо в заливите. Крайбрежието на Ботническия залив и значителна част от Финския залив се покрива от ледени блокове с дебелина до 65 сантиметра. Централната и южната част на морето нормално не замръзва през зимата. Ледът се размразява през април, но в Ботническия залив остава дрейфуващ лед дори до средата на юни.
| Хоризонт (m) | Януари | Февруари | Март | Април | Май | Юни  | Юли  | Август | Септември | Октомври | Ноември | Декември |
| 0            | 0,8    | -0,4     | 0,2  | 0,6   | 4,4 | 10,0 | 15,4 | 16,0   | 13,5      | 8,6      | 5,7     | 3,0      |
| 10           | 0,5    | 0,0      | 0,1  | 0,3   | 3,3 | 7,5  | 13,2 | 14,6   | 12,5      | 8,4      | 6,1     | 4,1      |
| 20           | 0,8    | 0,2      | 0,1  | 0,4   | 1,8 | 4,7  | 7,2  | 7,9    | 10,4      | 8,2      | 6,1     | 4,3      |
| 30           | 1,0    | 0,4      | 0,3  | 0,4   | 1,4 | 2,5  | 3,5  | 3,9    | 7,8       | 6,0      | 5,3     | 4,4      |
| 50           | 3,0    | 2,5      | 2,2  | 2,5   | 2,3 | 2,5  | 2,6  | 3,3    | 3,1       | 3,2      | 4,1     | 3,9      |

| Хоризонт (m) | Януари | Февруари | Март | Април | Май | Юни  | Юли  | Август | Септември | Октомври | Ноември | Декември |
| 0            | 3,7    | 2,5      | 1,8  | 2,2   | 5,5 | 11,3 | 15,5 | 17,1   | 13,8      | 10,7     | 8,0     | 5,8      |
| 10           | 3,6    | 2,5      | 1,8  | 2,1   | 4,5 | 9,9  | 14,6 | 16,9   | 13,6      | 10,4     | 8,0     | 5,8      |
| 20           | 3,6    | 2,5      | 1,8  | 2,0   | 3,4 | 6,6  | 10,3 | 13,5   | 13,3      | 10,4     | 8,0     | 5,8      |
| 30           | 3,6    | 2,6      | 1,8  | 1,8   | 3,0 | 4,2  | 5,2  | 5,4    | 6,8       | 10,3     | 8,0     | 5,8      |
| 50           | 3,8    | 2,8      | 1,9  | 1,7   | 2,4 | 3,0  | 3,4  | 3,4    | 2,8       | 3,2      | 5,9     | 5,7      |
| 100          | 5,0    | 5,1      | 5,1  | 4,4   | 4,7 | 5,0  | 4,9  | 4,7    | 4,7       | 4,8      | 4,9     | 5,1      |

### Соленост
Особеност на хидрологическия режим на Балтийско море е голямото количество на постъпващи пресни води в него. По-слабо солените води напускат морето през датските проливи повърхностно, докато в дълбочина постъпват по-солени от Северно море.
Солеността на Балтийско море е много по-ниска от тази на океанската вода (която е средно 35 ‰). Това се дължи на изобилието от втичащи се в него сладководни води и съчетанието с плиткостта на самото море. Втокът на реките представлява една четиридесета част от обема на Балтийско море. Целият му обем е около 21 000 km³ като годишно в него постъпват около 500 km³ сладка вода. Повърхностните води на морето са със соленост от 6 до 8‰. В полузатворените заливи, където основния приток на вода идва откъм сушата като Финския залив в близост до вливането на река Нева и в Ботническия залив солеността е значително по-ниска. На дълбочина под 40 – 70 m, солеността се покачва и е между 10 и 15‰, по-висока е и в близост до Датските проливи.
Потокът от прясна вода в морето от около 200 реки и встъпването на солени води от юг изгражда градиент на солеността в Балтийско море. Близо до датските проливи тя е близо до тази на Категат, но въпреки това е по-ниска от океанската, поради факта, че тук преминава по-ниско солената вода към Северно море. Солеността постоянно намалява в посока север и изток. В северната част на Ботническия залив водата дори не е солена и много пресноводни видове живеят в морето. Кривата на соленост е паралелна с температурния градиент. Тези два фактора ограничават много видовото разнообразие на животни и растения които обитават Балтийско море.
Във вертикално отношение най-солената вода се намира към дъното на морето. Това затруднява обмена на кислород в дълбочина и създава напълно отделни морски среди.

## Релеф на дъното
Балтийско море се намира в пределите на континенталния шелф. Средната дълбочина на морето е 51 m. В зоните на плитчини и подводни банки около островите има малки дълбочини (до 12 m). Има и няколко подводни котловини, при които дълбочината достига 200 m. Най-дълбоката котловина е Ландсортска (58°38′ с. ш. 18°04′ и. д. / 58.633333° с. ш. 18.066667° и. д.) с максимална дълбочина 470 m. В Ботническия залив, максималната дълбочина е 254 m, в Готландската котловина – 249 m.
Дъното на морето в южните части е равнинно, на север – неравно и скалисто. В крайбрежните райони сред седиментите има пясъци, но по-голямата част от морското дъно е покрита с отлагания на глина, зелена, черна или кафява на цвят с произход от ледниковия период.

## Население
В района на водосборния басейн на Балтийско море живеят около 85 милиона души. Около 15 милиона от тях живеят в радиус от 10 km около морето, а 29 милиона в радиус до 50 km от брега. От тях 22 милиона души живеят в населени места с население над 250 хил. души като 90% от населените места се намират в близост до морето. От народите живеещи по бреговете на Балтийско море най-голям дял се пада на поляците. Те представляват 45% от 85 милиона души, руснаците са 12%, шведите – 10%, а за останалите нации се пада дял под 6% за всяка.

## Биология
Около 100 хиляди km² от морското дъно на Балтийско море (или ¼ от общата му площ) е мъртва зона. По-солената и съответно по-плътна вода остава на дъното и така бива изолирана от повърхностните води и атмосферата. Това води от своя страна до намалени концентрации на кислород в рамките на зоната. Мъртвата зона е заета предимно от бактерии, които растат благодарение на храносмилането на органичен материал и освобождават водороден сулфид. Този факт е причина в Балтийско море екологията на дъното да се различава от тази на съседния Атлантически океан и с това да се доближи до Черно море.
Съществуват планове за обогатяване на дълбоките води с кислород. Този опит за еутрофикация е предложен от Университета в Гьотеборг. Съгласно него кислород трябва да се доставя с помпи на дълбочина над 130 m.
Балтийско море е сравнително младо море и поради този факт и ендемичните видове в него са сравнително малко. Такива са малката сърцевидна мида Parvicardium hauniense и безполово размножаващата се алга Fucus radicans. Въпреки това някои атлантически видове са се адаптирали за живот в по-нискосолена вода. Такава е например херингата, която е сравнително по-дребна от океанските екземпляри. Дънната фауна се състои главно от вида Monoporeia affinis, който е наследник на сладководни видове. Липсата на приливи и отливи е повлияла върху по-ниското разнообразие на сравнение с Атлантическия океан.
Рибната фауна на Балтийско море е смес от морски видове, като треска, херинга, хек, камбала, писия, попчето Myoxocephalus scorpius и калкан, и сладководни видове като костур, щука, бяла риба и бабушка.
Една особена характеристика на фауната е, че тя съдържа редица реликтни видове от периода на заледяване на планетата. Това са представители на арктически видове, които са останали в Балтийско море след последното заледяване. Типични представители са ракообразното Saduria entomon, балтийския подвид на Пръстенов тюлен и попчето Myoxocephalus quadricornis.
Сателитни снимки от юли 2010 г. на Балтийско море показват масивен цъфтеж на водорасли, обхващащ площ от 377 хил. km² от повърхността на морето. Гигантското петно се простира от Германия и Полша до Финландия. Изследователите на явлението посочват, че причините за цъфтежа на водораслите настъпват всяко лято в продължение на десетилетия. Той се дължи на постъпването на торове с отточните води в морето.

### Природни ресурси
Балтийско море е богато на морски продукти, а освен това то притежава запаси от нефт (например разработката на поле Д-6 в икономическата зона на Русия в пределите на Калининградска област (55°19′ с. ш. 20°34′ и. д. / 55.327667° с. ш. 20.575° и. д.), железни и манганови конкреции и залежи от кехлибар.
Разработката на полето може да бъде възпрепятствана от строгите екологични изисквания, свързани със слабия водообмен на морето с Атлантическия океан и антропогенното замърсяване на водите, оттичащи се от териториите на крайбрежните държави, способстващо засилена еутрофикация.
По дъното на Балтийско море е положен газопровода „Северен поток“.

### Опазване на околната среда
Наличието на депа за химически оръжия (погребването на контейнери с токсични вещества се провежда след края на Втората световна война) силно се отразява на екологичното равновесие на Балтийско море. Учени-океанолози на борда на кораба за научни изследвания „Професор Щокман“ картографират намерените съдове с химическо оръжие, изследват ги с помощта на спускаеми апарати, вземат проби от водата и почвата и изучават теченията в района на потопените кораби. В резултат на тази работа е установено, че някои от корабите вече е започнало изтичане на отровни вещества.
През 2003 г. в Балтийско море са регистрирани 21 случая на попадане на химическо оръжие в рибарски мрежи – всички те представляват сгъстени парчета иприт с общо тегло от 1 005 кг.
През 2011 г. в морето произтича разлив на парафин, който се разпространява по цялата му територия – туристите по плажовете намират големи парчета, изхвърлени на брега.

## Морски транспорт
Поради малката дълбочина във Финския залив и в Архипелаговото море много места са недостъпни за кораби с голямо газене. Освен това за най-големите круизни лайнери основен ограничителен фактор е мостът „Голям Белт“.
Освен „Голям Белт“ (6 790 m, 1998 г., Дания), други големи мостове през проливите са „Малък Белт“ (1 700 m, 1970 г., Дания), „Eресун“ (16 km, 2000 г., Дания – Швеция), планира се Фемерски (19 km, 2018 г., Дания – Германия).